# Hagström Swede

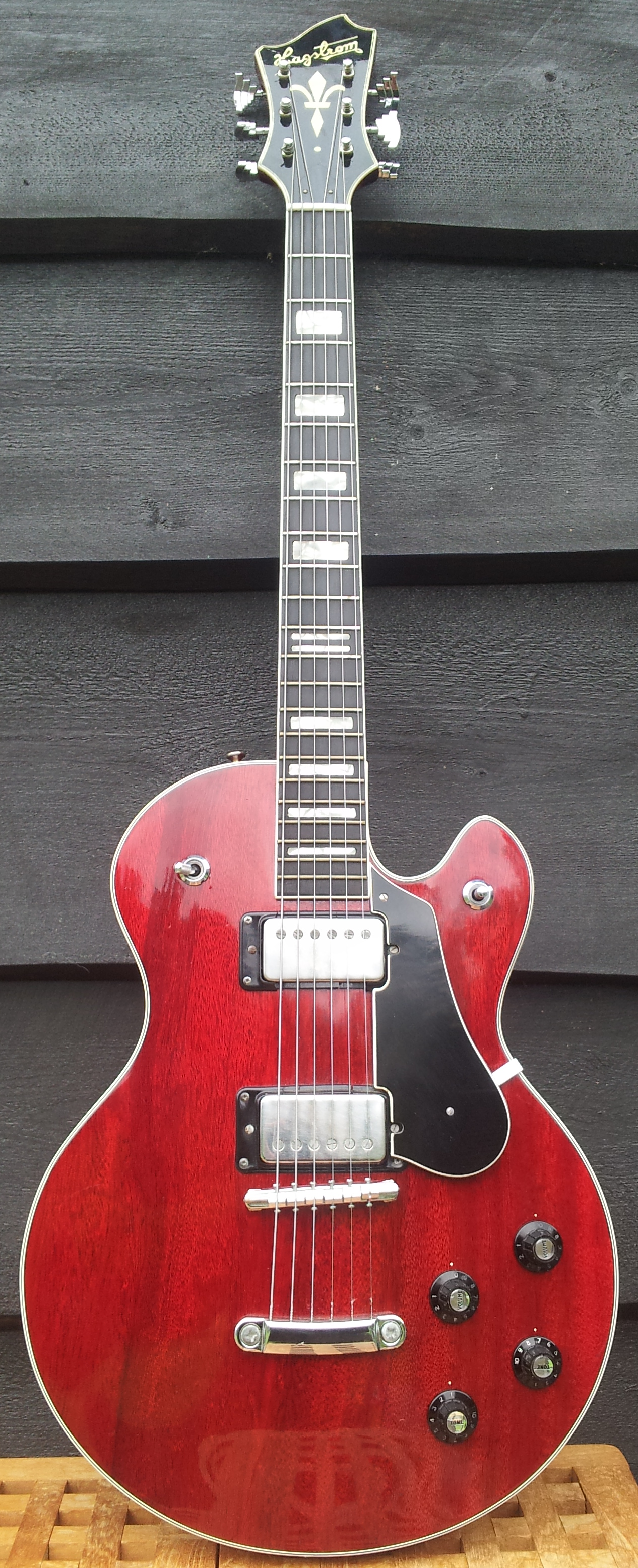
Hagström Swede från 1974 i Cherry Red finish.

Hagström Swede är en elgitarr av fabrikatet Hagström.
Gitarren är i kroppen mycket lik Gibson Les Paul, och har till skillnad från sin kusin Super Swede också samma skallängd (mensur) som Les Paul.
De sista Swede tillverkades 1982, då Hagströmfabriken i Älvdalen lades ned 1983. De gamla gitarrerna blev snabbt samlarobjekt. 
Det svensk-tyska företaget Tricor AB tillverkar sedan 2006 Hagströmgitarrer på licens från AB Albin Hagström. Skillnaden är att nu monteras gitarrerna i Kina, micarna byggs efter specifikation i Korea och träslagen hämtas i Nordamerika. De nya Swede har 2 x Hagstrom Custom 58 splitbara Humbuckers. På 'original-Swede' fanns inte split-funktionen, utan kom först i 'SuperSwede'.
De nya Swede finns även i två varianter:
Modellen Swede Tremar är en Swede med svajarm
Select Swede är en lyxigare variant av Swede med finare trä i kroppen men i övrigt samma specifikationer som Swede.